# Филиппины на летних Олимпийских играх 1984
Филиппины принимали участие в Летних Олимпийских играх 1984 года в Лос-Анджелесе (США) в тринадцатый раз за свою историю, но не завоевали ни одной медали. Сборную страны представляло 19 спортсменов, в том числе 4 женщины.